# Harry Hopman
Henry Christian (Harry) Hopman (Glebe, 12 augustus 1906 – 27 december 1985, Seminole) was een tennisser en coach uit Australië. Hopman begon met tennis toen hij dertien jaar oud was. Hij speelde rechtshandig en had een enkelhandige backhand. Hij was actief in het internationale tennis van 1929 tot en met 1948.
Als dankbaarheid voor zijn stimulerende bijdrage aan het Australische tennis werd in 1989 (drie jaar na zijn dood) de Hopman Cup opgericht, een jaarlijks toernooi voor gemengde landenkoppels. Zijn Amerikaanse weduwe, Lucy Hopman, reisde vele jaren naar Perth, waar het toernooi plaatsvond.

## Biografie

### Jeugd
Hopman werd geboren in een voorstad van de Australische stad Sydney, als zoon van onderwijzer John Henry Hopman en Jennie Siberteen, née Glad. Op zijn blote voeten won hij een tennistoernooi op de Rosehill Public School, waar zijn vader hoofd was. Op zeventienjarige leeftijd vertegenwoordigde hij New South Wales bij de nationale jeugdteamcompetitie van de Linton Cup. In 1925 ging hij samenspelen met landgenoot Jack Crawford, met wie hij driemaal op rij het dubbelspel bij de junioren op het Australian Open won.

### Loopbaan
Op de grandslamtoernooien opereerde Hopman voornamelijk op het Australian Open, maar hij speelde ook finales op Roland Garros, Wimbledon en het US Open. Hij won zeven grandslamtitels, waarvan twee in het mannendubbelspel (beide met Jack Crawford) en vijf in het gemengd dubbelspel (waarvan vier met zijn eerste vrouw Nell Hall-Hopman en één met de Amerikaanse Alice Marble). In het enkelspel bereikte hij wel drie keer een grandslamfinale.
Naast zijn (amateur)tenniscarrière was Hopman journalist. Vanaf 1933 schreef hij sportartikelen voor de Melbourne Herald. Hij speelde ook squash en won driemaal de Australische amateurtitel (1933, 1934 en 1936). Na de Tweede Wereldoorlog specialiseerde hij zich in het coachen van tennisspelers. Hij schreef twee boeken: Aces and Places (1957) en Harry Hopman’s Winning Tennis Strategy (1978).

### Tennis in teamverband
Hopman was nauw betrokken bij het Australische Davis Cup-team. In 1928, 1930 en 1932 speelde hij zelf in dit team.
Van 1939 tot en met 1967 was hij 22 keer captain/coach van het Australische team. Onder zijn leiding wonnen zij de Davis Cup zestienmaal (1939, 1950–1953, 1955–1957, 1959–1962, 1964–1967).

### Privéleven
Op 19 maart 1934 trad Hopman in het huwelijk met Nell Hall, in de St Philip's Anglican Church in Sydney. Zij waren een succesvol gemengddubbelspelteam, dat vier keer de titel won op het Australian Open – in 1935 werden zij het eerste getrouwde koppel dat de finale van Wimbledon bereikte. Nell Hall overleed in 1968.
In 1969 emigreerde Hopman naar de Verenigde Staten – hij werd coach aan de Port Washington Tennis Academy op Long Island (New York). Op 2 februari 1971 hertrouwde hij met Lucy Pope Fox. Samen met haar stichtte hij in 1971 de Hopman Tennis Academy, in Largo (Florida). In 1978 werd hij opgenomen in de internationale Tennis Hall of Fame. In 1985 overleed hij aan een hartaanval.

## Palmares

### Finaleplaatsen enkelspel
| nr.              | finaledatum | toernooi        | ondergrond | tegenstander  | score                   |         |
| ---------------- | ----------- | --------------- | ---------- | ------------- | ----------------------- | ------- |
| Gewonnen finales |             |                 |            |               |                         |         |
| 1.               | 1938        | ATP Berkeley    |            | Jack Tidball  | 5-7, 6-2, 7-5, 8-6      | details |
| Verloren finales |             |                 |            |               |                         |         |
| 1.               | 1930-01-25  | Australian Open | gras       | Edgar Moon    | 3-6, 1-6, 3-6           | details |
| 2.               | 1931-03-10  | Australian Open | gras       | Jack Crawford | 4-6, 2-6, 6-2, 1-6      | details |
| 3.               | 1932-02-13  | Australian Open | gras       | Jack Crawford | 6-4, 3-6, 6-3, 3-6, 1-6 | details |
| 4.               | 1938        | ATP Los Angeles |            | Adrian Quist  | 3-6, 6-0, 4-6, 4-6      | details |

### Finaleplaatsen mannendubbelspel
| nr.              | finaledatum | toernooi        | ondergrond | partner          | tegenstanders                    | score                   |         |
| ---------------- | ----------- | --------------- | ---------- | ---------------- | -------------------------------- | ----------------------- | ------- |
| Gewonnen finales |             |                 |            |                  |                                  |                         |         |
| 1.               | 1929-01-26  | Australian Open | gras       | Jack Crawford    | Ian Collins Colin Gregory        | 6-1, 6-8, 4-6, 6-1, 6-3 | details |
| 2.               | 1930-01-25  | Australian Open | gras       | Jack Crawford    | John Hawkes Timothy Fitchett     | 8-6, 6-1, 2-6, 6-3      | details |
| 3.               | 1938        | ATP Berkeley    |            | Leonard Schwartz | John Bromwich Adrian Quist       | 7-5, 2-6, 6-1, 6-0      | details |
| Verloren finales |             |                 |            |                  |                                  |                         |         |
| 1.               | 1930-06-01  | Roland Garros   | gravel     | Jim Willard      | Henri Cochet Jacques Brugnon     | 3-6, 7-9, 3-6           | details |
| 2.               | 1931-03-10  | Australian Open | gras       | Jack Crawford    | Charles Donohoe Ray Dunlop       | 6-8, 2-6, 7-5, 9-7, 4-6 | details |
| 3.               | 1932-02-13  | Australian Open | gras       | Gerald Patterson | Jack Crawford Edgar Moon         | 10-12, 3-6, 6-4, 4-6    | details |
| 4.               | 1939-09-16  | US Open         | gras       | Jack Crawford    | Adrian Quist John Bromwich       | 6-8, 1-6, 4-6           | details |
| 5.               | 1948-05-30  | Roland Garros   | gravel     | Frank Sedgman    | Lennart Bergelin Jaroslav Drobný | 6-8, 1-6, 10-12         | details |

### Finaleplaatsen gemengd dubbelspel
| nr.              | finaledatum | toernooi        | ondergrond | partner              | tegenstanders                     | score          |         |
| ---------------- | ----------- | --------------- | ---------- | -------------------- | --------------------------------- | -------------- | ------- |
| Gewonnen finales |             |                 |            |                      |                                   |                |         |
| 1.               | 1930-01-25  | Australian Open | gras       | Nell Hall-Hopman     | Marjorie Cox Jack Crawford        | 11-9, 3-6, 6-3 | details |
| 2.               | 1935-04-24  | ATP Rome        | gravel     | Jadwiga Jędrzejowska | Evelyn Dearman Pat Hughes         | 6-3, 1-6, 6-3  | details |
| 3.               | 1936-01-27  | Australian Open | gras       | Nell Hall-Hopman     | May Blick Abe Kay                 | 6-2, 6-0       | details |
| 4.               | 1937-01-30  | Australian Open | gras       | Nell Hall-Hopman     | Dorothy Stevenson Donald Turnbull | 3-6, 6-3, 6-2  | details |
| 5.               | 1939-01-28  | Australian Open | gras       | Nell Hall-Hopman     | Margaret Wilson John Bromwich     | 6-8, 6-2, 6-3  | details |
| 6.               | 1939-09-16  | US Open         | gras       | Alice Marble         | Sarah Fabyan Elwood Cooke         | 9-7, 6-1       | details |
| Verloren finales |             |                 |            |                      |                                   |                |         |
| 1.               | 1932-07-02  | Wimbledon       | gras       | Josane Sigart        | Elizabeth Ryan Enrique Maier      | 5-7, 2-6       | details |
| 2.               | 1935-07-06  | Wimbledon       | gras       | Nell Hall-Hopman     | Dorothy Round Fred Perry          | 5-7, 6-4, 2-6  | details |
| 3.               | 1940-01-29  | Australian Open | gras       | Nell Hall-Hopman     | Nancye Wynne Colin Long           | 5-7, 6-2, 4-6  | details |

## Prestatietabel grandslamtoernooien

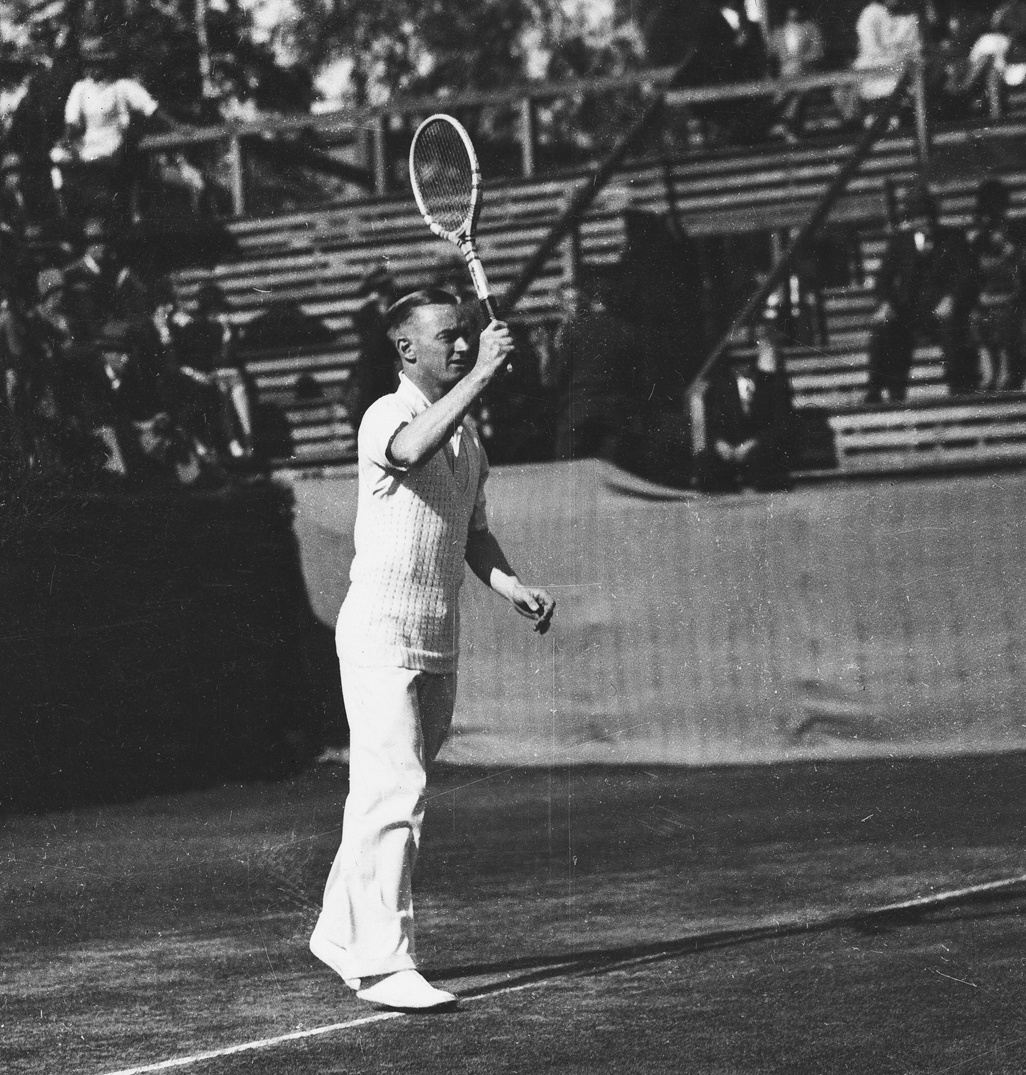
Brisbane 1931

| Legenda | Legenda                          |
| ------- | -------------------------------- |
| g.t.    | geen toernooi gehouden           |
| l.c.    | lagere categorie                 |
| –       | niet deelgenomen                 |
| G       | uitgeschakeld in de groepsfase   |
| 1R      | uitgeschakeld in de eerste ronde |
| 2R      | uitgeschakeld in de tweede ronde |
| 3R      | uitgeschakeld in de derde ronde  |
| 4R      | uitgeschakeld in de vierde ronde |
| KF      | uitgeschakeld in de kwartfinale  |
| HF      | uitgeschakeld in de halve finale |
| F       | de finale verloren               |
| W       | het toernooi gewonnen            |
| w-v     | winst/verlies-balans             |

### Enkelspel
| Toernooi        | 1926 | 1927 | 1928 | 1928 | 1930 | 1931 | 1932 | 1933 | 1934 | 1935 | 1936 | 1937 | 1938 | 1939 | 1940          | 1941          | 1942          | 1943          | 1944          | 1945          | 1946 | 1947 | 1948 | 1949 | 1950 | 1951 | 1952 |
| --------------- | ---- | ---- | ---- | ---- | ---- | ---- | ---- | ---- | ---- | ---- | ---- | ---- | ---- | ---- | ------------- | ------------- | ------------- | ------------- | ------------- | ------------- | ---- | ---- | ---- | ---- | ---- | ---- | ---- |
| Australian Open | 3R   | 2R   | KF   | HF   | F    | F    | F    | KF   | KF   | 2R   | HF   | HF   | 2R   | KF   | KF            | geen toernooi | geen toernooi | geen toernooi | geen toernooi | geen toernooi | KF   | 1R   | 2R   | 2R   | 3R   | 2R   | –    |
| Roland Garros   | –    | –    | 2R   | –    | KF   | –    | –    | –    | 4R   | 4R   | –    | –    | –    | –    | geen toernooi | geen toernooi | geen toernooi | geen toernooi | geen toernooi | geen toernooi | –    | –    | 2R   | –    | 3R   | –    | –    |
| Wimbledon       | –    | –    | 2R   | –    | 3R   | –    | 3R   | –    | 4R   | 4R   | –    | –    | –    | –    | geen toernooi | geen toernooi | geen toernooi | geen toernooi | geen toernooi | geen toernooi | 2R   | –    | 2R   | –    | 3R   | –    | 1R   |
| US Open         | –    | –    | 1R   | –    | –    | –    | –    | –    | –    | –    | –    | –    | KF   | KF   | –             | –             | –             | –             | –             | –             | 2R   | –    | 2R   | –    | 2R   | –    | –    |

### Mannendubbelspel
| Australian Open | W       | W       | F       | F       | ?       | ?       |
| Roland Garros   | ?       | F       | ?       | ?       | ?       | F       |
| Wimbledon       | {{{1}}} | {{{1}}} | {{{1}}} | {{{1}}} | {{{1}}} | {{{1}}} |
| US Open         | –       | –       | –       | –       | F       | ?       |

### Gemengd dubbelspel
| Toernooi        | 1926 | 1927 | 1928 | 1929 | 1930 | 1931 | 1932 | 1933 | 1934 | 1935 | 1936 | 1937 | 1938 | 1939 | 1940 |    | 1946 | 1947 | 1948 | 1949 | 1950 | 1951 | 1952 | 1953 |
| --------------- | ---- | ---- | ---- | ---- | ---- | ---- | ---- | ---- | ---- | ---- | ---- | ---- | ---- | ---- | ---- | -- | ---- | ---- | ---- | ---- | ---- | ---- | ---- | ---- |
| Australian Open | 2R   | 1R   | –    | –    | W    | HF   | –    | HF   | HF   | 2R   | W    | W    | KF   | W    | F    | HF | –    | –    | HF   | KF   | 1R   | –    | –    |      |
| Roland Garros   | –    | –    | 1R   | –    | –    | –    | –    | –    | 1R   | 2R   | –    | –    | –    | –    | –    | –  | –    | 2R   | –    | KF   | –    | 3R   | –    |      |
| Wimbledon       | –    | –    | 3R   | –    | KF   | –    | F    | –    | 2R   | F    | –    | –    | –    | –    | –    | HF | –    | 3R   | –    | 3R   | –    | 2R   | 3R   |      |
| US Open         | –    | –    | –    | –    | –    | –    | –    | –    | –    | –    | –    | –    | HF   | W    | –    | 3R | –    | 3R   | –    | –    | –    | –    | 1R   |      |